# Slasher

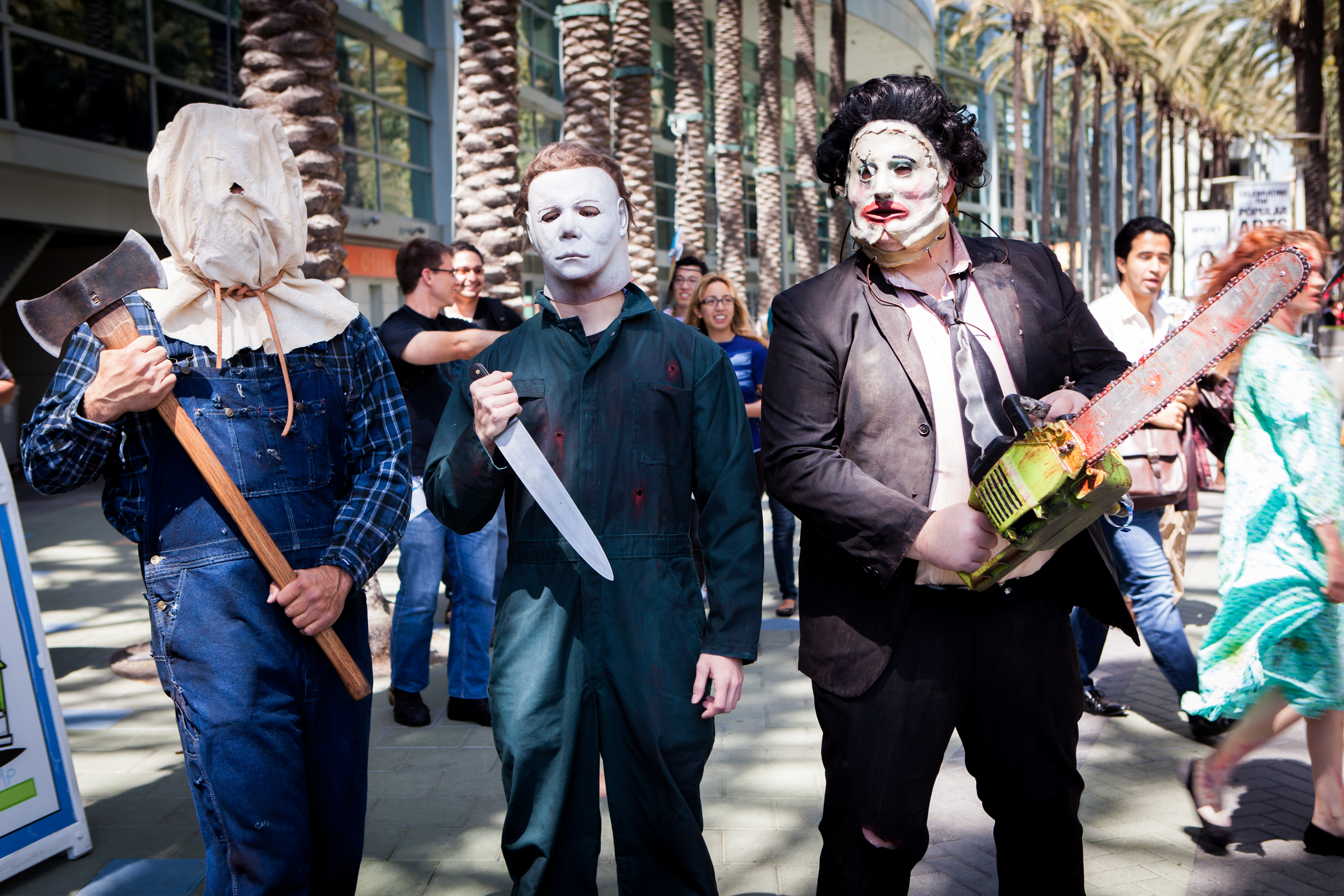
Slasher, cosplay filmu

Slasher (ang. slash – ciąć) – rodzaj horroru filmowego o fabule, w której liczba bohaterów zmniejsza się w „dziwnych” okolicznościach. Slashery spotykały się z ogromną aprobatą szczególnie w latach 70. i 80. XX wieku. Obecnie, pomimo dalszej popularności, powstaje ich coraz mniej.

## Film
Slasher (także stalk n’slash), jako jeden z głównych gatunków filmowego horroru, szczególnie popularny był w latach osiemdziesiątych w Stanach Zjednoczonych. Jako gatunek bardzo dużo zawdzięcza filmom: Psychoza (Psycho, 1960) Alfreda Hitchcocka, Podglądacz (Peeping Tom, 1960) Michaela Powella oraz włoskim produkcjom nurtu giallo, szczególnie dziełom Mario Bavy. Za prekursorów slashera uważa się filmy z początku lat siedemdziesiątych: Czarne święta (Black Christmas, 1974), Krwawy obóz Bay (Reazione a catena, 1971), Teksańską masakrę piłą mechaniczną (The Texas Chain Saw Massacre, 1974), a zwłaszcza Halloween (1978) Johna Carpentera, który zdefiniował podstawowe zasady rządzące gatunkiem.
Slasherowy boom rozpoczął się w roku 1980, wraz z sukcesem filmów Piątek, trzynastego (Friday the 13th) i Bal maturalny (Prom Night). Gatunek stał się bardzo lubiany wśród widzów spragnionych szybkiej akcji i sporej dawki przemocy. Szczególną popularnością cieszyły się tak zwane „backwoods slashers”, czyli slashery rozgrywające się w leśnych ostępach. Warto wspomnieć o takich tytułach jak Podpalenie (The Burning, 1981), Upiorne urodziny (Happy Birthday to Me, 1981), Moja krwawa walentynka (My Bloody Valentine, 1981), Mord podczas nudnego przyjęcia (The Slumber Party Massacre, 1982), Nie chodź do lasu (Don’t Go in the Woods, 1982), Krwawy odwet (Slaughter High, 1986) i Prima aprilis (April Fool’s Day, 1986), jednakże eksploatacja gatunku zaowocowała też wieloma niezbyt udanymi produkcjami powielającymi te same wątki. Wiele znanych tytułów doczekało się sequeli, zmieniając się z czasem w wieloczęściowe sagi: cykl Piątek, trzynastego liczy sobie dwanaście części, Halloween – dziesięć, natomiast Koszmar z ulicy Wiązów – osiem.
Renesans slasherów nastąpił w połowie lat dziewięćdziesiątych, po ciepłym przyjęciu nakręconego przez Wesa Cravena filmu Krzyk (Scream, 1996). Wywołało to lawinę podobnych produkcji, w tym Ulice strachu (Urban Legend, 1998), Koszmar minionego lata (I Know What You Did Last Summer, 1997), Walentynki (Valentine, 2001) i Krew niewinnych (Cherry Falls, 2000), które, mimo iż atrakcyjne wizualnie, nie wniosły zbyt wiele świeżości do gatunku i były często krytykowane. Ostatnimi laty w modzie wydają się być remaki, czyli unowocześnione wersje starych klasyków (Krwawe święta Glena Morgana, Halloween Roba Zombie, Piątek, trzynastego i Teksańska masakra piłą mechaniczną Marcusa Nispela czy Koszmar z ulicy Wiązów Samuela Bayera).
Slashery często opierają się na podobnym schemacie. Bohaterowie stanowią grupę związanych blisko ze sobą osób (przyjaciele, rodzina, uczniowie tej samej szkoły), zwykle młodzieży w wieku szkolnym, zgromadzonych w miejscu (np. obóz letni, campus itp.) będącym obszarem działania psychopatycznego mordercy. Psychopata po kolei rozprawia się z kolejnymi osobami aż do konfrontacji z tak zwaną „final girl”, która musi stawić czoła mordercy i wyeliminować go. „Final girl” to młoda dziewczyna, zwykle dziewica, która uosabia powszechnie uznawane wartości moralne: nie pija alkoholu, nie bierze narkotyków, nie uprawia wolnej miłości, często jest osobą wierzącą i kochającą córką. Jako przeciwwaga dla stereotypowej, amerykańskiej młodzieży przedstawionej w postaci wspomnianej, pozbawionej kręgosłupa moralnego grupy, często jest wyśmiewana lub ignorowana przez rówieśników bądź też uważana za dziwaczkę albo może być też lubiana. Postać „final girl” ukształtowały role Marilyn Burns w Teksańskiej masakrze piłą mechaniczną, Jamie Lee Curtis w Halloween i Adrienne King w Piątku, trzynastego.
Slasherowy morderca (tzw. „boogeyman killer”) to zwykle osoba odrażająca fizycznie i psychicznie niezrównoważona. Jego brzydota może być spowodowana wypadkiem bądź chorobą. Zabija zwykle przy pomocy charakterystycznego dla siebie narzędzia (siekiera, maczeta, sierp) i posiada rozpoznawalny strój, najczęściej także maskę. Bywa, że okazuje nadnaturalne zdolności, jak na przykład wyjątkową odporność na obrażenia. Motywy jego zbrodni mogą być przeróżne, od zemsty aż po perwersyjną fascynację mordowaniem. Do typowych morderców gatunku należą m.in. Jason Voorhees (cykl Piątek, trzynastego), Michael Myers (cykl Halloween), Freddy Krueger (cykl Koszmar z ulicy Wiązów), Cropsy (Podpalenie) oraz Leatherface (cykl Teksańska masakra piłą mechaniczną). Osobną kategorię stanowią mordercy w tzw. „teen slash movies” (Krzyk, Krew niewinnych itp.), w których morderca pochodzi zwykle z najbliższego otoczenia swych ofiar, a fabuła opiera się głównie na działaniach zmierzających do jego zdemaskowania.
Slashery rządzą się zbiorem reguł decydujących głównie o tym, kto i w jakiej kolejności ma zostać zabity. Giną zwykle osoby, które w jakiś sposób okazały się niemoralne (narkotyki, alkohol, seks), bądź też popisały się wyjątkową głupotą. Fani gatunku prześcigają się w wypisywaniu coraz to nowych zasad typu „nigdy nie mów zaraz wracam” czy też „nie wchodź samotnie do piwnicy”. Większość tych reguł wykpił Wes Craven w trylogii Krzyk.
Niektórzy specjaliści oceniają, że reguły, z których powstał slasher wymyśliła już Agatha Christie, która w swojej wydanej w 1939 roku powieści Dziesięciu małych Murzynków opowiedziała historię grupy przypadkowych ludzi eliminowanych przez tajemniczego zabójcę na odciętej od świata wyspie.